# Tây Chu Vũ công
Tây Chu Vũ công (chữ Hán: 西周武公), tên thật là Cơ Cung Chi (chữ Hán:姬共之), là vị quân chủ đời thứ tư của nước Tây Chu thời Chiến Quốc trong lịch sử Trung Quốc.

## Nỗ lực thống nhất vương thất
Cơ Cộng Chi là con của Tây Chu Huệ công. Ngay từ thời Tây Chu Huệ Công thì đất đai nhà Chu đã bị phân liệt chia làm 2 tiểu quốc, chú ruột ông là Cơ Căn được 2 nước chư hầu là Hàn và Triệu ủng hộ cũng tự xưng là Đông Chu Huệ công. Cơ Cộng Chi không muốn nhìn vương thất nhà Chu xâu xé lẫn nhau nên nuôi tham vọng thống nhất đất nước, ông nhiều lần sai sứ sang thuyết phục nước Đông Chu nên hợp nhất với Tây Chu để thu giang sơn về một mối nhưng đều thất bại. Thấy dùng ngoại giao không xong ông bèn hạ lệnh dùng vũ lực để áp đảo, tuy nhiên quân Tây Chu chỉ mới ngấp nghé ngoài biên ải thì lập tức đã thấy quân của 2 nước Hàn và Triệu kéo đến bảo hộ. Nhận thấy binh lực nước mình không bằng 2 nước kia nên Cơ Cộng Chi đành "ngậm bồ hòn làm ngọt" mà triệt thoái quân đội, ông từng có ý định mời các nước chư hầu lớn như Điền Tề hay Sở nhưng nghĩ đến việc "cõng rắn cắn gà nhà" dẫn đến cảnh huynh đệ tương tàn nồi da nấu thịt cũng chẳng hay ho gì nên ông lại từ bỏ cách nghĩ đó ngay.
Sau cùng Cơ Cộng Chi nghĩ ra cách phá hoại nước Đông Chu bằng đánh vào nền kinh tế, ông nghĩ kinh tế kiệt quệ tất nhiên phải nhờ vả viện trợ lúc ấy mình đưa ra ý kiến sáp nhập chắc chắn là được. Bấy giờ ở biên giới 2 nước Chu có hệ thống tưới tiêu đồng ruộng ngay cạnh nhau, hễ bên Đông Chu tháo đập cho nước tràn vào thì Cơ Cộng Chi sai người ra ngăn đập lại. Bên Đông Chu cho người ra định khơi thông dòng nước nhưng nguồn chính lại chảy từ Tây Chu sang nên không sao được, Đông Chu quân sai sứ sang thương thuyết thì Cơ Cộng Chi yêu cầu phải sáp nhập lại nên họ lại thôi và dùng biện pháp khác để làm thủy lợi. Mâu thuẫn giữa 2 nước anh em Đông Chu và Tây Chu thành ra càng lúc càng căng thẳng, tuy rằng không xảy ra chiến tranh to nhưng từ đó làm cho nội bộ nhà Chu vốn đã suy nhược nay lại còn yếu thêm.
Không rõ Tây Chu Vũ công mất năm nào và thọ bao nhiêu tuổi, chỉ biết rằng ông có hai người con trai là Cơ Cộng và Cơ Cữu. Nhưng Cơ Cộng chẳng may vắn số mà chết trước ông, lúc đó Cơ Cữu đang được ông cho sang nước Sở làm con tin. Ông phái người sang nước Sở để xin cho Cơ Cữu về làm thái tử, sau khi ông mất thì Cơ Cữu lên nối ngôi hiệu là Tây Chu Văn công.